# Atreyu
Az Atreyu egy amerikai metalcore együttes a kaliforniai Orange megyéből.

## Történetük
1998-ban alapította az énekes/szövegíró Alex Varkatzas, a három gitáros (Dan Jacobs, Travis Miguel és a basszusgitáros Marc McKnight) valamint a dobos/énekes Brandon Saller.
Előzőleg a Retribution nevet választották, amit rövidesen megváltoztattak Atreyu-ra, A végtelen történet című fantasy könyv főhősének neve nyomán. Első EP lemezüket 1999-ben adták ki Visions címmel.

### 1998–2000: független évek
1998-ban kibocsátottak egy kislemezt Visions amin hét dal volt hallható. Az albumot koncertjeiken kezdték el terjeszteni.
A következő kislemezük az öt számot tartalmazó Fractures in the Facade of Your Porcelain Beauty volt.
Ezt az albumot már egy Underground kiadó a Tribunal Records adta ki.
Öt stúdióalbumuk jelent meg:
- 2002: Suicide Notes and Butterfly Kisses
- 2005: The Curse
- 2006: A Death-Grip on Yesterday
- 2007: Lead Sails And Paper Anchors
- 2009: Congregation of the Damned

Jelenlegi Tagok:
- Alex Varkatzas — ének (1998–napjainkig)
- Brandon Saller — dob, Ének(1998–napjainkig)
- Dan Jacobs — gitár, háttérének (1998–napjainkig)
- Travis Miguel — gitár (2000–napjainkig)
- Marc McKnight — basszusgitár, háttérének (2004–napjainkig)

Korábbi Tagok:
- Chris Thompson — basszusgitár (2001–2003)
- Kyle Stanley — basszusgitár (1998–2001)
- Bryan O'Donnell — basszusgitár (1998)